# 栢野寺
栢野寺（かやのでら）は栢野大杉のある神社の初期の呼称、養老元年（717）に泰澄が開山したとされる。平安時代中期頃から栢野社と称した。
越前の僧泰澄が養老元年（714年）日本三名山（三霊山）の一つ白山に初めて登り修行し山を開き白山信仰の元となったが、大杉は百本の杉に価するとして白山の妙理観世音大菩薩を祀り栢野寺となった。
明治5年には廃仏毀釈により役人の査察を恐れ古文書を焼却しており当地保存や寺の文献は残っていないが伝承と栢野寺時代以降の文献に「栢野」の記述がある。寺とは言われるが住職が居たとのことでなく村落の社(やしろ）であったと考えられる。なお栢野は元元「萱野」であったとの伝承もある。
後に栢野社となったが、京から源義経が武蔵坊弁慶らとともに平泉を目指し、平泉寺に立ち寄った後、丸岡・山中温泉トンネルが貫く大内峠を経てこの寺に祀る妙理観世音大菩薩に安全祈願して、安宅の関に向かったとの伝承がある。我谷ダムで埋没のため移住した我谷町の地区は古くから「矢場尻（やばしり）」と呼ばれ、弁慶が遅れる他の従者への目印として岩に矢で印を付けたとも言われる。
栢野寺は白山五院の一つとの伝承もあるが、旧江沼郡東谷口村（現在の加賀市柏野町）に過去一時存在した「柏野寺（かしわのてら）」が白山五院であるとの見解が定着している
。

「栢野寺」と「柏野寺」、「栢野」と「柏野」の混同や誤記は多くの文献に見られる。後年に佐久間盛政が設け、加賀一向一揆の終焉に焼かれた山城「栢野城」に関しても同様に混同が見られる。1902年（明治35年）9月初版の吉田東伍の『大日本地名辞書』では疑問を呈しながらも柏野寺を栢野寺としているが、これは1925年（大正14年）9月の地元編纂の『石川県江沼郡誌』で柏野寺が正しいと指摘されている。またこの江沼誌によれば消失していた柏野寺の焼跡から本尊を大正5年に掘り出し帝国博物館に蔵したとされる。栢野城に関しても『朝倉始末記』や『越登賀三州志』など「柏野」と書かれるとされるが昭和年代の福井市史編纂では「栢野」との見解である。